# Tetrapteron
Tetrapteron (Munz) W.L. Wagner & Hoch – rodzaj roślin z rodziny wiesiołkowatych. W jego obrębie wyróżnia się dwa gatunki. Rośliny te występują w Stanach Zjednoczonych (Oregon, Kalifornia i Nevada) oraz w północno-zachodnim Meksyku. Ponadto T. graciliflorum introdukowany został do stanu Nowy Jork. 

## Systematyka
Pozycja systematyczna według APweb (2001...)
Rodzaj należy do podrodziny Onagroideae, rodziny wiesiołkowatych (Onagraceae Juss.), która wraz z siostrzaną grupą krwawnicowatych (Lythraceae) wchodzi w skład rzędu mirtowców (Myrtales). Rząd należy do kladu różowych (rosids) i w jego obrębie jest kladem siostrzanym bodziszkowców.
Wykaz gatunków
- Tetrapteron graciliflorum (Hook. & Arn.) W.L. Wagner & Hoch
- Tetrapteron palmeri (S. Watson) W.L. Wagner & Hoch